# Deux Aequali (Bruckner)
Les Deux Aequali, WAB 114 & WAB 149, ont été composées par Anton Bruckner en 1847.

## Historique
Bruckner composa les deux Aequali à la fin janvier 1847 au cours de son séjour à l'Abbaye de Saint-Florian pour les funérailles de sa tante Rosalie Mayrhofer (1770-1847).
Le manuscrit de la première Aequale (WAB 114) est archivé de l'Abbaye de Seitenstetten. L'œuvre a d'abord été publiée dans le Volume II/2, p. 83 de la biographie Göllerich/Auer.
L'esquisse de la deuxième Aequale a été retrouvée plus tard dans l'archive de l'Abbaye de Saint-Florian. Dans cette esquisse la partition pour le trombone basse est absente. La deuxième Aequale a été classée comme annexe (WAB 149) au catalogue WAB (qui était déjà édité).
Les deux Aequali sont édités dans le Volume XXI/14 de la Bruckner Gesamtausgabe.

## Musique
Les deux Aequali en ut mineur, respectivement de 34 et 27 mesures, sont conçues pour trombones alto, ténor et basse. Dans l'édition de la BrucknerGesamtausgabe la partition manquante pour le trombone basse de la deuxième Aequale a été complétée par Hans Bauernfeind.
Les œuvres sont de type choral avec, dans la première, une mélodie typiquement de type folk en sixièmes. Bruckner utilisera ultérieurement des motifs similaires dans les chorals de ses symphonies.

## Discographie
Les deux Aequali de Bruckner sont des pièces populaires pour les ensembles de trombones et sont aussi souvent placées comme supplément aux enregistrements d'œuvres chorales.
Le premier enregistrement a eu lieu en 1970:
- Membres du Berliner Posaunenquartett, Trombone Equale – LP : CBS SOCL 285 (uniquement l'Aequale n° 1)

Une sélection parmi les quelque 50 enregistrements :
- Matthew Best, Corydon Singers, Ensemble à vent de l'English Chamber Orchestra, Mass in E minor; Libera me; Zwei Aequale – CD : Hyperion CDA66177, 1986
- Philippe Herreweghe, la Chapelle Royale/Collegium Vocale Gent, Ensemble Musique Oblique, Bruckner: Messe en mi mineur; Motets – CD : Harmonia Mundi France HMC 901322, 1989
- Simon Halsey, CBSO Wind Ensemble & Chorus, Mass in E minor (No. 2) / Motets – CD : Conifer CDCF 192, 1990
- Robert Shewan, Chorale et ensemble de cuivres du Roberts Wesleyan College, Choral Works of Anton Bruckner – CD : Albany TROY 063, 1991
- Triton Posaunenquartett, la Musique allemande pour Trombones – CD : Bis 500644, 1993
- Jonathan Brown, Chœur de l'Abbaye d'Ealing,  Anton Bruckner: Sacred Motets – CD : Herald HAVPCD 213, 1997
- Hans-Christoph Rademann, NDR-Chor de Hambourg, Anton Bruckner: Ave Maria – CD : Carus 83.151, 2000
- Erwin Ortner, Arnold Schoenberg Chor, Anton Bruckner: Tantum ergo – CD : ASC Edition 3, édité par la chorale, 2008
- Wiener Posaunenquartett, Bach & Bruckner – CD : Schagerl Records, 2009
- Duncan Ferguson, Choeur de la Cathédrale sainte-Marie d'Édimbourg, Bruckner: Motets  – CD : Delphian Records DCD34071, 2010
- Nigel Short, Tenebrae, Brahms & Bruckner Motets – CD : Signums Classics SIGCD430, 2015

Certains enregistrements utilisent des complétions de la partition du trombone basse du second Aequale, qui ne sont pas basées sur celle de Hans Bauernfeind. Le meilleur enregistrement est, selon Hans Roelofs, celui de Halsey. D'autres excellents enregistrements sont, selon lui, ceux de Best, Herreweghe, Ortner, Rademann et Short.

## Sources
- Uwe Harten, Anton Bruckner. Ein Handbuch. Residenz Verlag, Salzbourg, 1996.  (ISBN 3-7017-1030-9)
- August Göllerich, Anton Bruckner. Ein Lebens- und Schaffens-Bild, vers 1922 – édition posthume par Max Auer, G. Bosse, Ratisbonne, 1932
- Anton Bruckner – Sämtliche Werke, Band XXI: Kleine Kirchenmusikwerke, Musikwissenschaftlicher Verlag der Internationalen Bruckner-Gesellschaft, Hans Bauernfeind et Leopold Nowak (Éditeurs), Vienne, 1984/2001
- Cornelis van Zwol, Anton Bruckner 1824-1896 – Leven en werken, uitg. Thot, Bussum, Pays-Bas, 2012.  (ISBN 978-90-6868-590-9)